# Гарруча (Альмерія)
Гарруча (ісп. Garrucha) — муніципалітет в Іспанії, у складі автономної спільноти Андалусія, у провінції Альмерія. Населення — 8441 особа (2010).
Муніципалітет розташований на відстані близько 390 км на південний схід від Мадрида, 70 км на північний схід від Альмерії.

## Демографія
Динаміка населення (INE ):